# Buk (stad)
Buk is een stad in het Poolse woiwodschap Groot-Polen, gelegen in de powiat Poznański. De oppervlakte bedraagt 2,96 km², het inwonertal 6210 (2005).

## Geschiedenis
De plaats wordt voor het eerst vermeld in 1257. dan beschikt Buk reeds over een kerk.
Het stadsrecht, overeenkomstig het Maagdenburgs Recht, werd in 1289 verleend door Przemysl II. De handel bloeide en er werd een stadsmuur gebouwd. Ook de ambachten wonnen aan belang en de plaats werd een van de belangrijkste van Groot-Polen.
In 1519 was er ook al een brouwerij. In 1600 werd er een hospitaal gebouwd.
Door de Tweede Poolse Deling werd de stad Pruisisch van 1793 tot 1807, daarna weer Pools. In 1815 werd hij weer Pruisisch en de hoofdplaats van een landkreis van 130 km² met ongeveer 58.000 inwoners.
Op 8 juni 1858 werden grote delen van de stad door brand vernield.
De Kreis Buk werd in 1887 opgeheven en bij de Kreis Grätz gevoegd.
Na de Eerste Wereldoorlog werd de stad weer Pools.
Op 10 september 1939 werd de stad door de Duitse Wehrmacht bezet. Tijdens de bezetting werden veel inwoners gedeporteerd naar concentratiekampen. De nam werd in 1943 gewijzigd in Buchenstadt. Op 26 januari 1945 veroverde het Rode Leger de stad: hij werd weer Pools en de naam werd weer Buk.

## Bezienswaardigheden

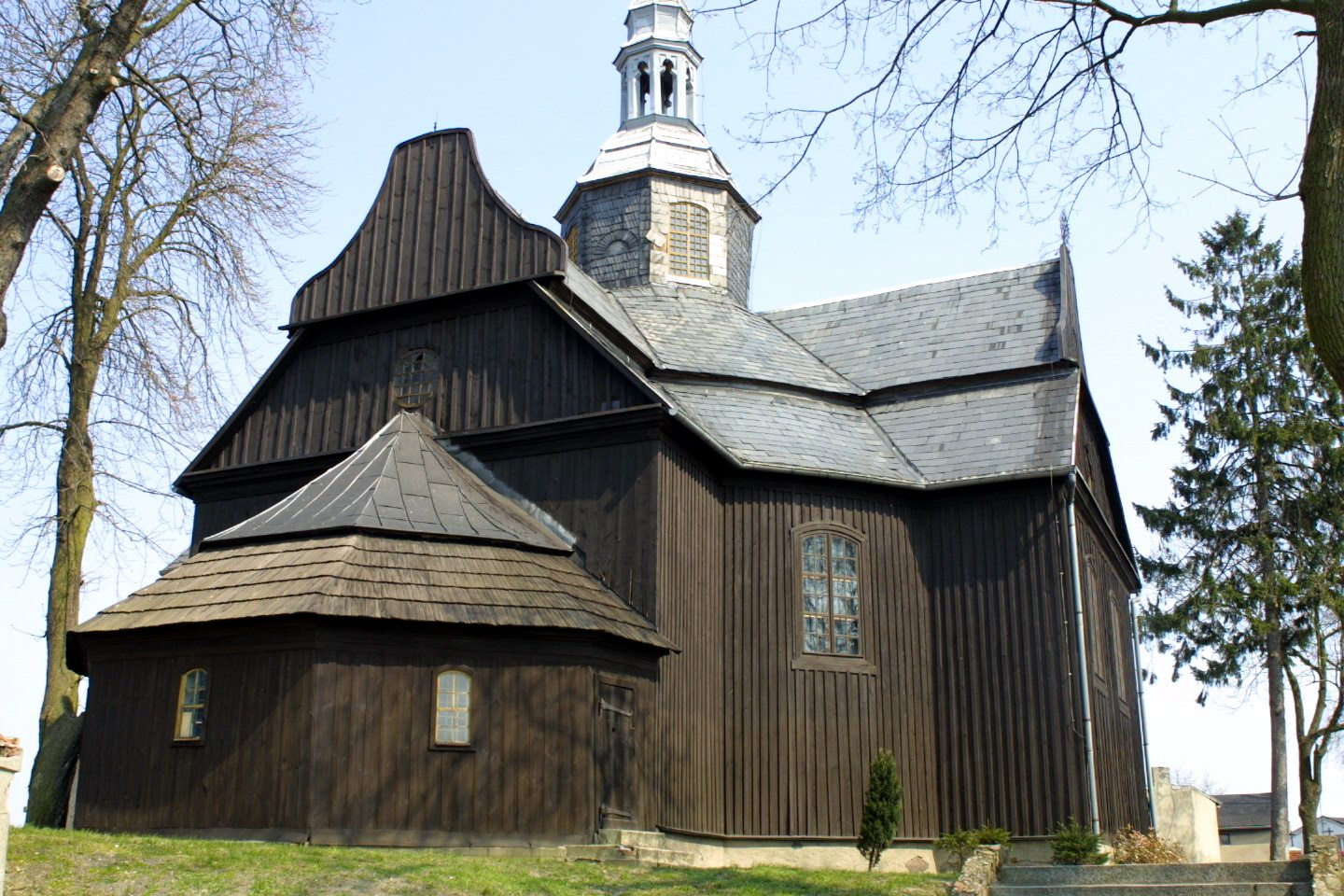
Heilig-Kruiskerk

- Heilige Stanislauskerk, gebouwd 1838-1846, naar plannen van Karl Friedrich Schinkel.
- Stadhuis uit 1897
- Heilig-Kruiskerk uit 1760
- Neo-romaanse synagoge uit 1883